# Ілюмінати
Ілюмінати (лат. illuminati — «освічений», «просвітлений») — таємне товариство, засноване з метою досягти панування людини над своїми пристрастями через освіту і моральне вдосконалення. Також відоме як «Товариство Баварських Ілюмінатів» та «Ілюмінати Вейсгаупта». У 1785 році діяльність товариства в Баварії заборонили.

## Історія
«Товариство (або „Орден“) баварських ілюмінатів» (нім. der Illuminatenorden) було засноване 1 травня 1776 року в Інгольштадтському університеті німецьким філософом та юристом канонічного права Адамом Вайсгауптом. Товариство являло собою радикальне відгалуження Просвітництва.

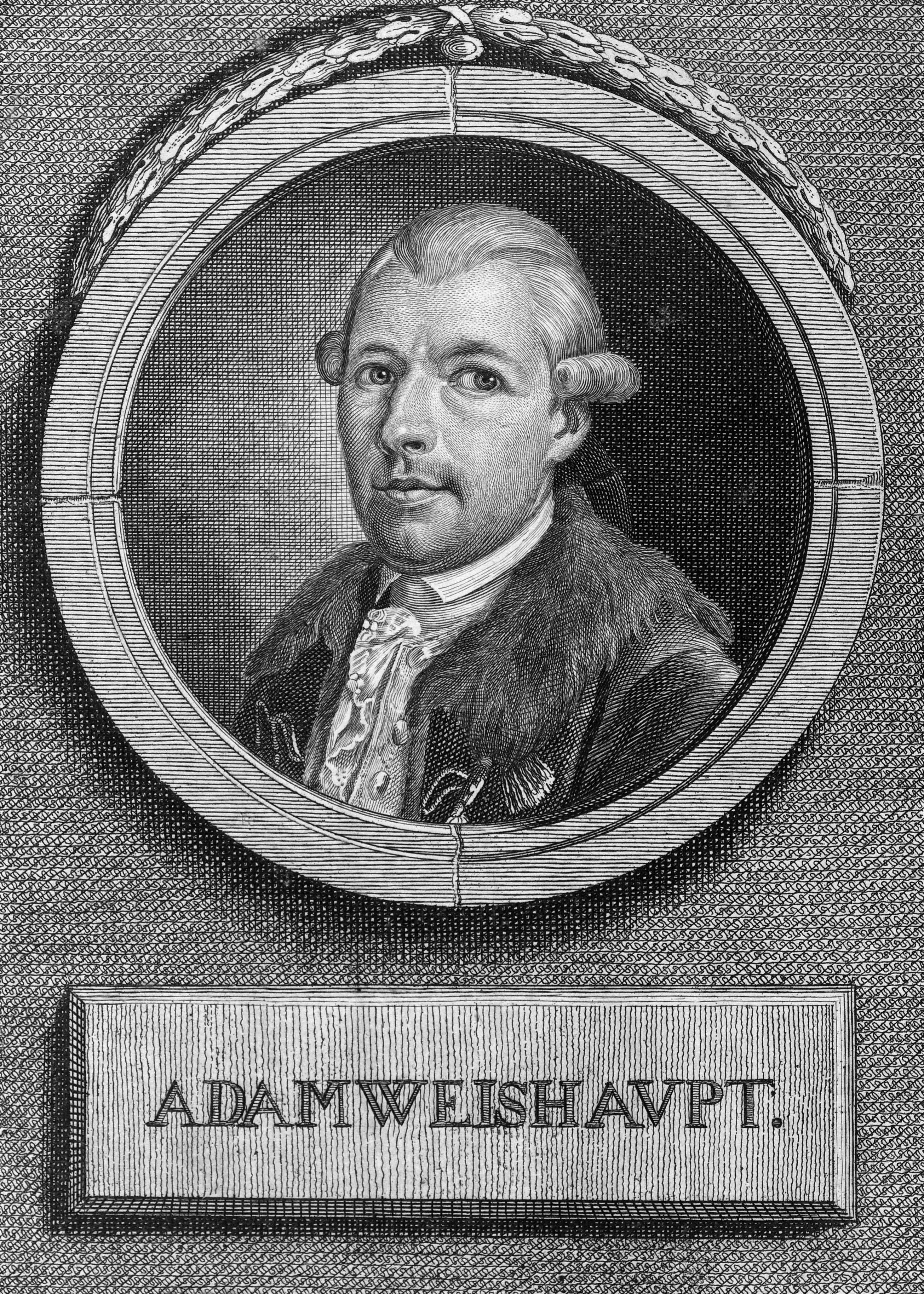
Адам Вейсгаупт

Засновник товариства Вайсгаупт підтримував деїзм, і Орден під його керівництвом активно сприяв розповсюдженню і популяризації цієї віри. Ілюмінати офіційно проголосили, що прагнуть вдосконалити і облагородити людство. Вайсгаупт стверджував, що людина за своєю природою не є поганою. Такою її робить оточення: релігія, держава, та інші зовнішні впливи. Окрім того, природні права на рівність і свободу, дані кожному від народження, було відібрано. Таким чином, коли людину буде звільнено від тиску соціальних інститутів і вона почне керуватися у своєму житті винятково холодним розумом і знаннями, проблеми моралі зникнуть. Для досягнення стану просвітленості Вайсгаупт пропонував використовувати будь-які методи, стверджуючи, що мета виправдовує засоби.
Рушійна ідея ілюмінатів цілком природно протиставляла їх владі і церкві. Ймовірно, що створення організації ілюмінатів було частиною особистої боротьби Важйсгаупта, вихованого у дитинстві єзуїтами проти церкви, глава якої, папа римський Климент XIV, у 1773 році своєю буллою розпустив Єзуїтський орден.
На початку свого існування у товариство вступили майже всі професори Інгольштадтського університету. Тоді Вайсгаупт переключився на зовнішні джерела. Тим не менше, кількість учасників ордену зростала повільно.
У 1777 році Вайсгаупт вступив у Мюнхенську масонську ложу. Однак бурхливий ріст Ордену і залучення великої кількості масонів стали можливими здебільшого завдяки діяльності барона Ксаверія фон Цвака. У 1782 році, в результаті Вільгельмсбадського конгресу, проведеного масонами з метою зближення позицій, багато лож, очевидно, потрапили під вплив ілюмінатів, забезпечивши вхід нових кандидатів у члени Ордену.
Популярність Ордену привернула увагу влади і викликала підозри. До того часу всередині Ордену сформувались певні протистояння між течіями, також поглиблені особистою неприязню. Численні скандали у Ордені були викликані адюльтерами, злодійством і обманами серед ілюмінатів.
Значних зусиль Вайсгаупт змушений був докладати для наведення порядку в Ордені і підтримання свого авторитету, який він втратив через зв'язок зі своєю двоюрідною сестрою. У 1784 році конфлікт між Вайсгауптом і його помічником, бароном фон Кнігге, призвів до того, що фон Кнігге залишив Орден, а за ним пішли й деякі інші його члени. Фон Кнігге був невдоволений статусом Вайсгаупта, який мав фактично необмежену владу. Та й розквіт Ордену багато в чому відбувся саме завдяки організаторським здібностям фон Кнігге. Вайсгаупт, своєю чергою, був незадоволений щораз більшим захопленням фон Кнігге містикою і окультизмом.
Ті члени, які залишили Орден, порушили конспірацію і опублікували ряд памфлетів про ілюмінатів. Відповідно у Баварії, відомій у той період своїм релігійним та державним консерватизмом, одразу ж було вжито жорстких санкцій. Після проведення ряду обшуків і вилучення зразків ідеологічної літератури, ілюмінати, як і таємні товариства взагалі, були заборонені спочатку владою, а згодом і церквою. Однак ілюмінати певний час ще продовжували своє існування, попри те, що від 1787 року вступ до Ордену було оголошено злочином, що карався смертю. До сьогодні не існує переконливих доказів, що в той період Орден остаточно розпався. Ймовірно, його діяльність могла стати ще більш прихованою.
Вайсгаупт до своєї смерті у 1830 році жив у вигнанні, ведучи активну полеміку на захист ілюмінатів.
У 1896 році Орден було офіційно відроджено у Дрездені. Нині існує декілька організацій, які стверджують, що вони є духовними та ідейними послідовниками Вайсгаупта і баварських ілюмінатів. Також діяльність Ордену знайшла своє відображення у поп-культурі.

## Організація
Ілюмінати дотримувались суворої конспірації у поєднанні з ієрархічною структурою. Це, а також багато інших традицій і ритуалів вони перейняли від масонів. Ядром Ордену був Ареопаг з дванадцяти наближених до Вайсгаупта ілюмінатів. Число дванадцять не випадкове, оскільки члени цього внутрішнього кола були також відомими як апостоли.
Структура Ордену ілюмінатів включала в себе такі ступені ініціації:
| лат. Areopagites          |
| лат. Illuminatus dirigens |
| лат. Illuminatus major    |
| лат. Illuminatus minor    |
| лат. Insinuat             |
| лат. Minervals            |

Ілюмінати не вели відкритого набору у свої ряди. Навпаки, Орден віддавав перевагу самому обирати і вербувати членів, таємно готуючи і оцінюючи лояльність кандидата. Процедура ініціації включала спеціальні ритуали, урочисті клятви і обрання псевдоніму, під яким ілюмінат був відомим своїм товаришам. Сам Вайсгаупт мав псевдонім Спартак. Серед інших псевдонімів були такі: Філо, Сократ, Августус, Тиберій, Демокед.
Після ініціації ілюмінат брав участь у гуртках, присвячених вивченню філософів Просвітництва. На цьому етапі справжні цілі і методи Ордену не розкривались і продовжувалась освіта новонаверненого у його ставленні до інститутів церкви і влади, його відданість ідеям Просвітництва. З кожним рівнем ініціації членові Ордену відкривалось все більше інформації щодо справжніх ідей і засобів Ордену. При цьому ілюмінати постійно стежили один за одним, намагаючись виявити можливих зрадників.
Орден ілюмінатів мав представництва майже в усіх країнах Європи. Однак, імовірно, за чисельністю ніколи не перевищував двох тисяч осіб. Після вступу в Орден барона фон Кнігге у 1778 році стало можливим вербувати освічених людей вищих прошарків суспільства. До Ордену належали, наприклад, поет Гете, герцоги Веймарський і Готський, впливові представники духовенства.

## Теорії змови
З баварськими ілюмінатами та іншими таємними товариствами було пов'язано чимало теорій змов. Здебільшого таємні товариства прагнули світового панування, тотального контролю над людськими, науковими та фінансовими ресурсами.
У 1797 році священник Огюстин де Барюель опублікував книгу «Мемуари з історії якобінства» (фр. Mémoires pour servir à l'Histoire du Jacobinisme), що описувала глобальну змову за участю численних таємних груп (контрольованих ілюмінатами), результатом якої стала Французька революція. Подальшою метою цих товариств де Барюель припускав знищення християнства як такого. Серед причетних груп були названі Розенкрейцери, Тамплієри і Якобінці. Самого Вайсгаупта Де Барюель охарактеризував як «огидний каприз природи» і всю відповідальність за діяльність таємних товариств поклав на нього.
Майже одночасно, але не залежно від нього, колишній шотландський масон і професор натурфілософії Единбурзького університету Джон Робісон починає публікувати книгу «Докази таємної змови проти всіх релігій та урядів Європи» (англ. «Proofs of a Conspiracy Against all the Religions and Governments of Europe»). Прочитавши книгу Де Барюеля, він почав цитувати її у своєму трактаті. Робісон доводив існування змови з метою заміни усіх релігій гуманізмом і створення єдиного світового уряду.

Реверс державної печатки США

Прихильники теорії змови вказують також на причетність ілюмінатів до революції 1917 року в Росії. Вказують також на збіг дати популярного свята Першотравня і дати заснування Ордену.
Існує також версія, що багато батьків-засновників США, будучи масонами, належали також до Ордену ілюмінатів. На звороті державної печатки США є зображення недобудованої піраміди зі Всевидячим Оком, символом ілюмінатів, над нею. Піраміда оточена написами лат. Annuit Coeptis (він сприяв нашим починанням, або час початку) і Novus ordo seclorum (новий світовий порядок). Дата, що лежить в основі піраміди на Великій печатці Сполучених Штатів, написана римськими цифрами «MDCCLXXVI» — 1776 — рік прийняття Декларації Незалежності США. Аналогічне зображення є і на однодоларовій купюрі. Згідно з цією версією, 1 травня 1776 року — офіційна дата заснування товариства ілюмінатів. Але перший проєкт печатки було запропоновано ще 4 липня 1776 року одразу після проголошення незалежності від Англії 13 штатів США. Малоймовірно, що всього за два місяці нова таємна організація встигла отримати настільки великий вплив, перебуваючи на такій великій відстані.

## Ілюмінати в художній літературі
У фантастичних повістях О. В. Чаянова «Незвичайні пригоди графа Бутурліна» (1924) і «Юлія, або Зустрічі під Новодівичим» (1928) ілюмінати описані як таємний орден, що діяв у царській Росії.
У 70-ті роки XX ст. написано знамениту трилогію Роберта Ші і Роберта-Антона Вілсона «Іллюмінатус!», а також різноманітні доповнення до неї, наприклад «Маски ілюмінатів».
На початку XXI століття хвилю цікавості до ілюмінатів викликала книга-бестселер «Янголи і демони» американського письменника і журналіста Дена Брауна. За сюжетом книги товариство ілюмінатів планує підірвати державу Ватикан з допомогою потужної бомби з антиматерії. Однак до кінця цього інтелектуального детектива залишається інтрига.

## Ілюмінати в медіапродукції
Організація ілюмінатів відіграє ключову роль у серії відеоігор Deus Ex, прагнучи панування над світом через контроль технологій. У фільмі «Лара Крофт. Розкрадачка гробниць» (Lara Croft. Tomb Raider) також присутнє таємне товариство ілюмінатів.
Після видання книги «Янголи і демони» було створено LemonQuest гру-арканоїд для мобільних телефонів «Discovering Angels and Demons».
13 травня 2009 року на екрани вийшов фільм «Янголи і демони» (режисер Рон Говард, студія Sony Pictures).